# Loeipyge
Loeipyge – rodzaj stawonogów z wymarłej gromady trylobitów, z rzędu Proetida.
Żył w okresie karbonu i permu (baszkir - sakmar).